# Eckartshausen (Büdingen)
Eckartshausen ist ein Stadtteil Büdingens im hessischen Wetteraukreis.

## Geographische Lage
Eckartshausen ist von Hügeln, Wald und hauptsächlich Ackerland umgeben. Der Krebsbach durchfließt Eckartshausen von Calbach kommend in Richtung Hammersbach.
Eckartshausen ist ein Stadtteil Büdingens im Wetteraukreis, der nächstgelegene Ort Hammersbach gehört zum Main-Kinzig-Kreis. Zur Gemarkung gehört auch die 1,5 km nordöstlich von Eckartshausen gelegene Wüstung Gobenhausen sowie das 1 km südwestlich von Eckartshausen gelegene ehemalige Kloster Marienborn (Büdingen).

## Geschichte

### Ortsgeschichte
1270 wurde das Kloster Marienborn gegründet.
Im 16. Jahrhundert wurden hier 28 Frauen aufgrund einer Anschuldigung wegen Hexerei hingerichtet.
Eckhardshausen gehörte nach der Auflösung der Grafschaft Ysenburg-Büdingen-Marienborn (1725) zu Ysenburg-Büdingen-Meerholz.
Am 12. Juli 1806 trat der seit 1803 regierende Fürst, Carl Friedrich zu Isenburg, mit dem ehemaligen Reichsterritorium dem Rheinbund (amtlich: Confédération du Rhin) bei, einer Konföderation dessen Protektor (Protecteur de la Confédération) Napoleon Bonaparte war (per Verfassungsänderung Empereur par la volonté nationale – Kaiser durch den Willen der Nation). Carl wurde durch den Beitritt souverainer Fürst über alle isenburgische Lande (außenpolitisch und militärisch hatte aber Napoleon zu bestimmen). Neben dem ehemaligen Reichsfürstentum Isenburg-Birstein wurden auch die mediatisierten ysenburgischen Grafschaften in Büdingen, Meerholz und Wächtersbach in das neue Fürstentum Isenburg (Rheinbund), einen einheitlichen Staat im modernen Sinne eingegliedert (Fürst Carl Friedrich führte z. B. die Schriftlichkeit der Verwaltungsentscheidungen ein, gründete eine Diener-Witwen- und Waisenkasse, eine Feuerversicherung für die Gebäude, regelte die unentgeltliche Impfung gegen die Pocken durch die Amtsärzte und die Invalidenversorgung nach dem Militärdienst). Carl gehörte nach der Niederlage Napoleons (Völkerschlacht bei Leipzig) zu den Besiegten (die Isenburger Gemeinden hatten hohe Kriegslasten zu tragen), das Gebiet seines Fürstentums wurde besetztes Feindesland und von dem späteren Generalgouverneur, dem Freiherrn vom Stein nicht gerade freundlich behandelt. Nach dem Wiener Kongress kam es 1815 zu Österreich, aber nur für ein Jahr, danach teilten sich 1816 der Großherzog von Hessen-Darmstadt und der Kurfürst von Hessen-Kassel das Land, Eckartshausen fiel an das Großherzogtum Hessen.
Ab 1820 gehörte Eckartshausen zum Amt Marienborn, ab 1822 zum Landratsbezirk Büdingen, ab 1848 zum Regierungsbezirk Nidda und ab 1852 zum Kreis Büdingen. Gerichtlich gehörte der Ort 1820 zum standesherrlichen Amt Marienborn (Standesherren der ehemaligen Grafschaft Ysenburg-Büdingen-Meerholz), ab 1822 zum Landgericht Büdingen, ab 1853 zum Landgericht Altenstadt und nach dem Inkrafttreten der durch die gerichtsverfassungsrechtlichen Regelungen (Einführungsgesetz zum Gerichtsverfassungsgesetz) der Reichsjustizgesetze am 1. Oktober 1879 zum Amtsgericht Büdingen.
Hessische Gebietsreform (1970–1977)
Im Zuge der Gebietsreform in Hessen wurde die bis dahin selbständige Gemeinde Eckartshausen zum 31. Dezember 1971 zeitgleich mit anderen Gemeinden auf freiwilliger Basis in die Stadt Büdingen eingegliedert. Für Eckartshausen wurde wie für jeden Stadtteil ein Ortsbezirk eingerichtet.

### Verwaltungsgeschichte im Überblick
Die folgende Liste zeigt die Staaten und Verwaltungseinheiten, denen Eckartshausen angehört(e):
- vor 1725: Heiliges Römisches Reich, Grafschaft Ysenburg-Büdingen-Marienborn, Amt Marienborn (Gericht Eckhartshausen)
- ab 1725: Heiliges Römisches Reich, Grafschaft Ysenburg-Büdingen-Meerholz, Amt Marienborn (Gericht Eckhartshausen)
- ab 1806: Fürstentum Isenburg (Rheinbund),[Anm. 2] Amt Büdingen
- ab 1813: Generalgouvernement Frankfurt,[Anm. 3] Amt Büdingen
- ab 1815: Kaisertum Österreich,[Anm. 4] Amt Büdingen
- ab 1816: Großherzogtum Hessen (Souveränitätslande),[Anm. 5] Provinz Oberhessen, Amt Büdingen[9] (zur Standesherrschaft Isenburg gehörig)
- ab 1822: Großherzogtum Hessen, Provinz Oberhessen, Landratsbezirk Büdingen[10][Anm. 6]
- ab 1848: Großherzogtum Hessen, Regierungsbezirk Nidda
- ab 1852: Großherzogtum Hessen, Provinz Oberhessen, Kreis Büdingen
- ab 1867: Norddeutscher Bund, Großherzogtum Hessen, Provinz Oberhessen, Kreis Büdingen
- ab 1871: Deutsches Reich, Großherzogtum Hessen, Provinz Oberhessen, Kreis Büdingen
- ab 1918: Deutsches Reich, Volksstaat Hessen, Provinz Oberhessen, Kreis Büdingen
- ab 1938: Deutsches Reich, Volksstaat Hessen, Landkreis Büdingen[11][Anm. 7]
- ab 1945: Deutsches Reich, Amerikanische Besatzungszone, Groß-Hessen,[Anm. 8] Regierungsbezirk Darmstadt, Landkreis Büdingen
- ab 1946: Deutsches Reich, Amerikanische Besatzungszone, Hessen, Regierungsbezirk Darmstadt, Landkreis Büdingen
- ab 1949: Bundesrepublik Deutschland, Hessen, Regierungsbezirk Darmstadt, Landkreis Büdingen
- ab 1972: Bundesrepublik Deutschland, Hessen, Regierungsbezirk Darmstadt, Wetteraukreis, Stadt Büdingen

## Bevölkerung
Einwohnerstruktur 2011
Nach den Erhebungen des Zensus 2011 lebten am Stichtag dem 9. Mai 2011 in Eckartshausen 1008 Einwohner. Darunter waren 48 (4,8 %) Ausländer.
Nach dem Lebensalter waren 189 Einwohner unter 18 Jahren, 444 zwischen 18 und 49, 216 zwischen 50 und 64 und 158 Einwohner waren älter.
Die Einwohner lebten in 435 Haushalten. Davon waren 141 Singlehaushalte, 114 Paare ohne Kinder und 126 Paare mit Kindern, sowie 39 Alleinerziehende und 12 Wohngemeinschaften. In 66 Haushalten lebten ausschließlich Senioren und in 316 Haushaltungen lebten keine Senioren.
Einwohnerentwicklung
| Eckartshausen: Einwohnerzahlen von 1834 bis 2022 | Eckartshausen: Einwohnerzahlen von 1834 bis 2022 | Eckartshausen: Einwohnerzahlen von 1834 bis 2022 | Eckartshausen: Einwohnerzahlen von 1834 bis 2022 | Eckartshausen: Einwohnerzahlen von 1834 bis 2022 |
| --- | ------------------------------------------------ | ------------------------------------------------ | ------------------------------------------------ | ------------------------------------------------ |
| Jahr |                                                  |                                                  |                                                  | Einwohner                                        |
| 1834 | 1834                                             |                                                  | 796                                              | 796                                              |
| 1840 | 1840                                             |                                                  | 756                                              | 756                                              |
| 1846 | 1846                                             |                                                  | 741                                              | 741                                              |
| 1852 | 1852                                             |                                                  | 770                                              | 770                                              |
| 1858 | 1858                                             |                                                  | 704                                              | 704                                              |
| 1864 | 1864                                             |                                                  | 687                                              | 687                                              |
| 1871 | 1871                                             |                                                  | 675                                              | 675                                              |
| 1875 | 1875                                             |                                                  | 647                                              | 647                                              |
| 1885 | 1885                                             |                                                  | 632                                              | 632                                              |
| 1895 | 1895                                             |                                                  | 620                                              | 620                                              |
| 1905 | 1905                                             |                                                  | 690                                              | 690                                              |
| 1910 | 1910                                             |                                                  | 672                                              | 672                                              |
| 1925 | 1925                                             |                                                  | 698                                              | 698                                              |
| 1939 | 1939                                             |                                                  | 582                                              | 582                                              |
| 1946 | 1946                                             |                                                  | 895                                              | 895                                              |
| 1950 | 1950                                             |                                                  | 845                                              | 845                                              |
| 1956 | 1956                                             |                                                  | 761                                              | 761                                              |
| 1961 | 1961                                             |                                                  | 745                                              | 745                                              |
| 1967 | 1967                                             |                                                  | 797                                              | 797                                              |
| 1970 | 1970                                             |                                                  | 817                                              | 817                                              |
| 1980 | 1980                                             |                                                  | ?                                                | ?                                                |
| 1990 | 1990                                             |                                                  | 798                                              | 798                                              |
| 2000 | 2000                                             |                                                  | 1.019                                            | 1.019                                            |
| 2011 | 2011                                             |                                                  | 1.008                                            | 1.008                                            |
| 2014 | 2014                                             |                                                  | 1.037                                            | 1.037                                            |
| 2022 | 2022                                             |                                                  | 1.153                                            | 1.153                                            |
| Datenquelle: Historisches Gemeindeverzeichnis für Hessen: Die Bevölkerung der Gemeinden 1834 bis 1967. Wiesbaden: Hessisches Statistisches Landesamt, 1968. Weitere Quellen: LAGIS; Stadt Büdingen; Zensus 2011 |                                                  |                                                  |                                                  |                                                  |

Historische Religionszugehörigkeit
| • 1961: | 660 evangelische (= 88,59 %), 74 katholische (= 9,93 %) Einwohner |

## Politik
Für Eckartshausen besteht ein Ortsbezirk (Gebiete der ehemaligen Gemeinde Eckartshausen) mit Ortsbeirat und Ortsvorsteher nach der Hessischen Gemeindeordnung.
Der Ortsbeirat besteht aus fünf Mitgliedern. Bei den Kommunalwahlen in Hessen 2021 betrug die Wahlbeteiligung zum Ortsbeirat 55,58 %. Dabei wurden gewählt: drei Mitglieder der „Bürgerliste Eckartshausen“ (BLE) und zwei Mitglieder der SPD. Der Ortsbeirat wählte Reiner Müller (BLE) zum Ortsvorsteher.

## Kulturdenkmäler
Siehe: Liste der Kulturdenkmäler in Eckartshausen

## Öffentliche Einrichtungen

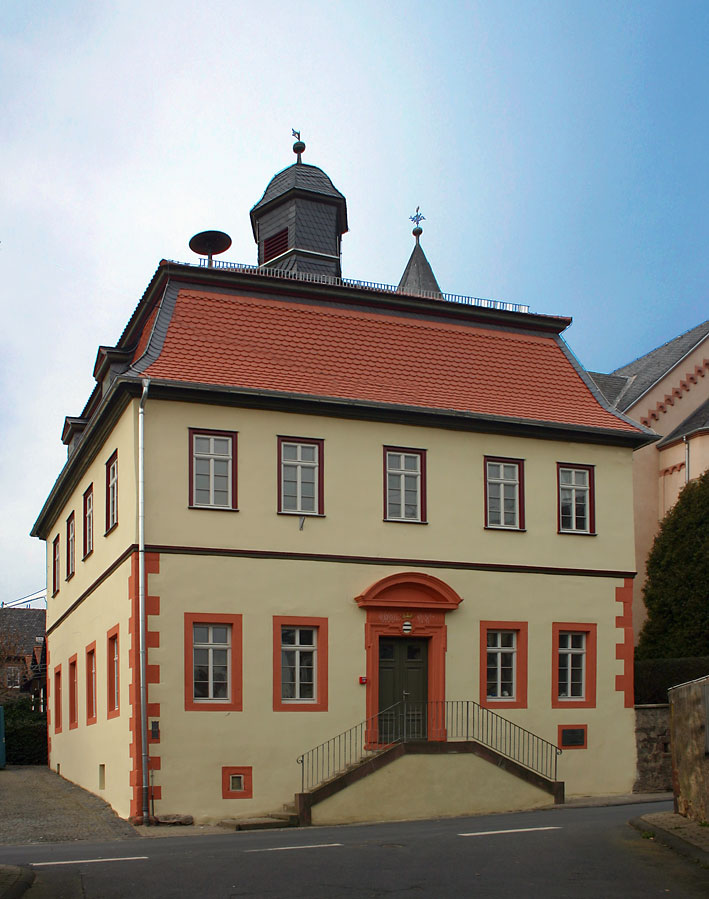
Ehemaliges Gericht, Schule und Rathaus (1733)

In Eckartshausen gibt es einen städtischen Kindergarten, der bis zu drei Gruppen beherbergt sowie einen Waldkindergarten. Das Dorf verfügt über drei Spielplätze. Außerdem verfügt Eckartshausen über ein modernes Dorfgemeinschaftshaus. Zentrum für die Jugend ist meist der Sportplatz auf dem der „1. FC 1911 Viktoria Eckartshausen“ seine Heimspiele abhält. Eckartshausen verfügt zudem über ein Rathaus und ein altes Backhaus. Im Rahmen des Dorferneuerungsprogrammes wurde der Parkplatz des Dorfgemeinschaftshauses in eine Multifunktionsfläche integriert. Außerhalb von Veranstaltungen stehen der Jugend dort 2 Basketballkörbe und eine Tischtennisplatte zur Verfügung.

## Verkehr
In Eckartshausen kreuzen sich die Landesstraße 3195 und die Landesstraße 3189.
Eckartshausen ist über die Anschlussstelle Gründau-Lieblos der Bundesautobahn 66 erreichbar. Außerdem ist die A 45 über die Anschlussstelle Hammersbach zu erreichen. Der Ballungsraum Gießen/Wetzlar ist in etwa 40 Fahrminuten zu erreichen, Frankfurt-Bergen Enkheim im Rhein-Main-Gebiet in etwa 25 Minuten und in Hanau ist man in zirka 15 Minuten.
Eckartshausen ist mit zwei Haltestellen an die Linie FB-42 des Busliniennetzes der Verkehrsgesellschaft Oberhessen angebunden.

## Religion

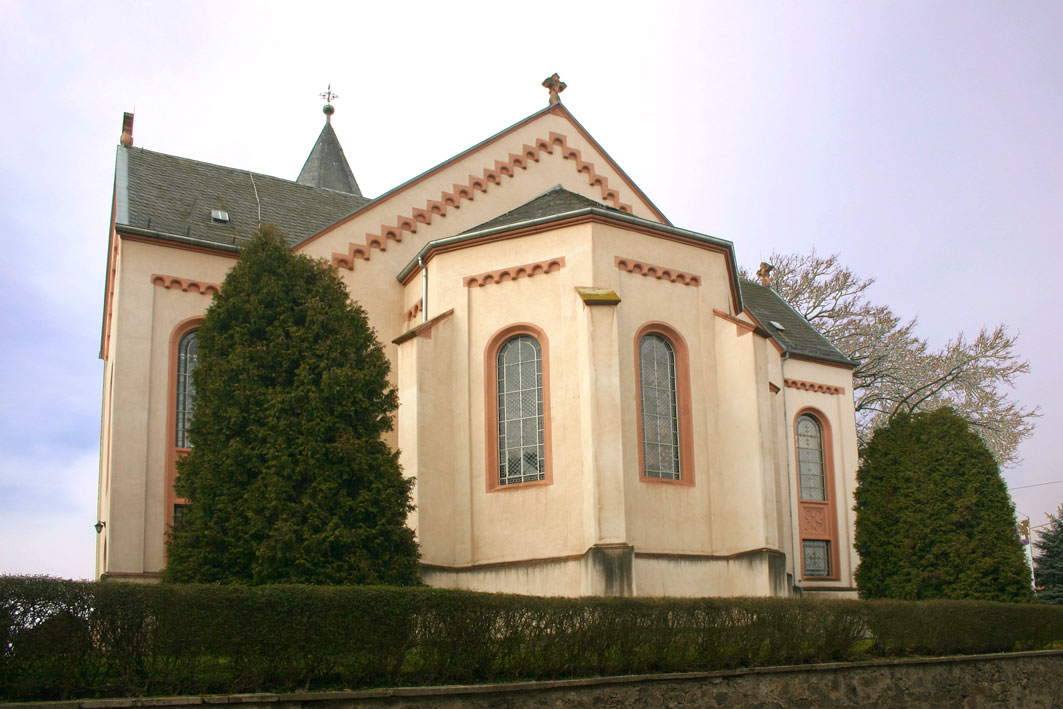
Kirche in Eckartshausen

Der Kirchturm der evangelischen Kirche ist das sichtbare „Markenzeichen“ Eckartshausens. Die Kirche ist ein neoromanischer Bruchsteinbau mit Westturm und fünfseitigem Chorhaupt. Das Ostquerhaus ist als vierachsiges Langhaus ausgelegt. Im Westportal ist die Kirche mit 1879 datiert. Die evangelische Kirchengemeinde (gehört zur EKHN) ist zuständig für die Dörfer Limeshain-Himbach (nur der alte Ortskern), Ronneburg-Altwiedermus und Eckartshausen. Außerdem befindet sich ein Friedhof in Eckartshausen.
Der evangelische Pfarrer Wendelin Helbach von Eckartshausen verfasste 1561 zusammen mit drei anderen Pfarrern der Region für den Niddaer Superintendenten Johannes Pistorius d. Ä. eine Trostschrift. Sie ging 1564 in Druck.
Früher gab es in Eckartshausen auch eine Synagoge. Eine Gedenktafel am „alten Rathaus“ erinnert an Opfer der NS-Zeit. Ein jüdischer Friedhof befindet sich etwas außerhalb von Eckartshausen am Waldrand in Richtung Marienborn.

## Regelmäßige Veranstaltungen
- Im Februar finden die beiden karnevalistischen Fremdensitzungen im Dorfgemeinschaftshaus statt, Veranstalter ist der Gesangverein Germania 1870 Eckartshausen.
- Im März kürt der Obst- und Gartenbauverein den „Apfelweinkönig“ nach einer Blindverkostung selbst gekelterter Apfelweine.
- Im Sommer veranstaltet der SPD-Ortsbezirk Eckartshausen ein Backhausfest vor dem Backhaus auf dem Dorfplatz („Dalles“)
- Der Fußballverein veranstaltet im Juni das Fußballturnier der Ortsvereine.
- Am Nikolaustag veranstaltet der Gesangverein auf dem „Dalles“ ein fröhliches Beisammensein.

## Ehrenbürger
- 1933 – Adolf Hitler (1889–1945), Reichskanzler/Führer – Die Stadtverordnetenversammlung der Stadt Büdingen hat als Rechtsnachfolger der ehemals selbstständigen Gemeinde Eckartshausen Hitler am 20. April 2007 die Ehrenbürgerschaft ausdrücklich aberkannt.
- 1933 – Paul von Hindenburg (1847–1934), Generalfeldmarschall und Reichspräsident
- 1933 – Ferdinand Werner (1876–1961), Staatspräsident und Bildungswesen (NSDAP)